# 太陽はどこへ?
太陽はどこへ?（Ou Est Le Soleil）は、1989年にポール・マッカートニーが発表した楽曲。
同年9月24日、シングル『フィギュア・オブ・エイト』のB面として発売された。アルバムでは『フラワーズ・イン・ザ・ダート』のCD版にのみ収録されている。ヴァージョンが3種あり、『フラワーズ・イン・ザ・ダート』日本限定版にも収録された「7 inch mix」ではイントロ等に相当凝っているが、その後のアルバム版ではイントロが短くなり、ドラムも軽くなった。
1970年代には既に作られていたといわれる。タイトル及び歌詞は全てフランス語で、僅か3行のみである。これをダンスミュージック調のメロディに乗せ、繰り返すだけなのだが、トレヴァー・ホーンのプロデュースもあってまとまった出来となっている。